# Acontia secta
Acontia secta là một loài bướm đêm trong họ Noctuidae.